# Delfim Neves

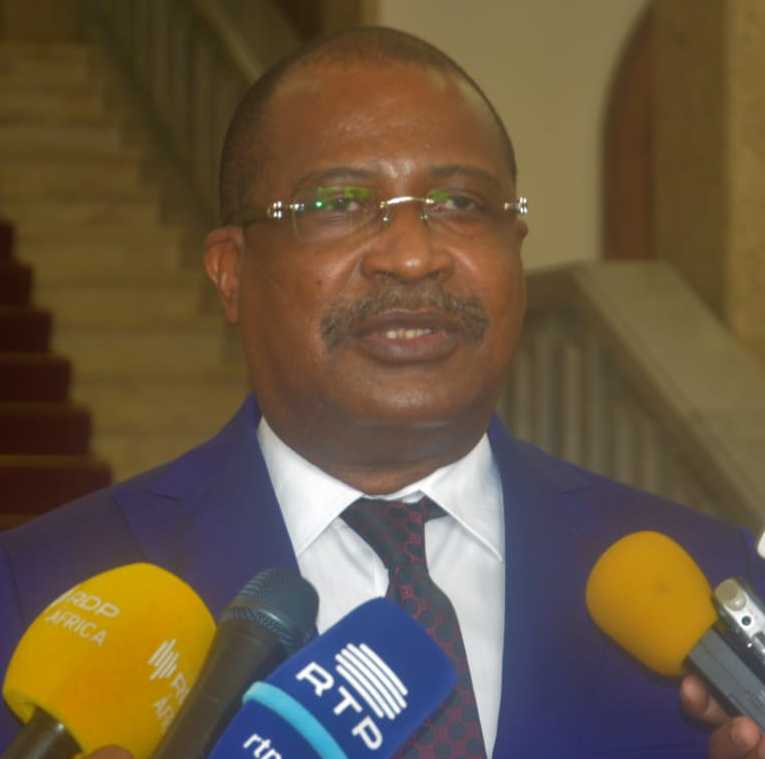
Delfim Neves

Delfim Santiago das Neves (geb. 5. Juni 1965) ist ein Politiker in São Tomé und Príncipe. Er war seit 2018 Präsident der Assembleia Nacional de São Tomé e Príncipe. Am 25. November 2022 wurde Neves auf eine Anklage wegen Anführerschaft beim versuchten Staatsstreich 2022 verhaftet.

## Leben
Neves wurde am 5. Juni 1965 in Conceião im Distrikt Caué in São Tomé und Príncipe geboren. Er graduierte an der Universidade Federal de Santa Catarina. Er hat vier Kinder.
Neves trat bei der Präsidentschaftswahl 2011 an und wurde Dritter mit 14,36 % der Stimmen nach Evaristo Carvalho und dem Wahlsieger Manuel Pinto da Costa.
2018 wurde Neves Präsident der Partido de Convergência Democrática. Er wurde am 22. November 2018 zum Präsidenten der Assembleia Nacional de São Tomé e Príncipe gewählt mit 28 Stimmen zu 25 Stimmen für seinen Gegner Carlos Cassandra Correia. In seiner Antrittsrede sagte er, dass Alda do Espírito Santo und Francisco da Silva seine Vorbilder seien.
Neves war bei der Präsidentschaftswahl 2021 erneut Kandidat, unterstützt durch seine Partido de Convergência Democrática. Erneut wurde er Dritter mit 16,88 % der Stimmen, nach Guilherme Posser da Costa und dem Sieger Carlos Vila Nova. Er focht die Wahlergebnisse an und beklagte „massiven Wahlbetrug“ (“massive electoral fraud”), wurde aber vom Verfassungsgericht abgewiesen. Internationale Beobachter lobten die Wahlen.
Im November 2022 wurde Neves wegen versuchtem Staatsstreich verhaftet. Er hatte zusammen mit einem Ex-Söldner, der bereits 2009 einen Staatsstreich versucht hatte, versucht das Hauptquartier der Forças Armadas de São Tomé e Príncipe anzugreifen.